# Almăj
Almăj é uma comuna romena localizada no distrito de Dolj, na região de Oltênia. A comuna possui uma área de 28.02 km² e sua população era de 2045 habitantes segundo o censo de 2007.